# Henry Stafford (1er comte de Wiltshire)
Henry Stafford, 1er comte de Wiltshire (v. 1479 - 6 avril 1523) est un pair anglais.

## Famille
Henry Stafford, né vers 1479, est le plus jeune des deux fils de Henry Stafford (2e duc de Buckingham), et de Catherine Woodville, la fille de Richard Woodville (1er comte Rivers), et de Jacquette de Luxembourg, fille de Pierre de Luxembourg, comte de St Pol, et est donc un neveu d'Élisabeth Woodville et du roi Édouard IV,,.
Par le mariage de son père avec Catherine Woodville, Stafford a un frère aîné, Edward Stafford (3e duc de Buckingham) et deux sœurs, Elizabeth, qui épouse Robert Radcliffe (1er comte de Sussex), et Anne, qui épouse Sir Walter Herbert (d. 16 septembre 1507), un fils illégitime de William Herbert, 1er comte de Pembroke et se remarie à George Hastings (1er comte de Huntingdon),,,.
Après l'exécution du 2e duc de Buckingham, sa veuve, Catherine Woodville, épouse Jasper Tudor, deuxième fils d'Owen Tudor et de la veuve du roi Henri V, Catherine de Valois. Après la mort de Jasper Tudor le 21 décembre 1495, Catherine Woodville épouse Sir Richard Wingfield (décédé le 22 juillet 1525). Catherine Woodville est décédée le 18 mai 1497,..

## Carrière
En octobre 1483, le père de Stafford participe à une rébellion contre le roi Richard III. Il est décapité sans procès le 2 novembre 1483, et tous ses titres sont perdus. Cependant, après la défaite de Richard III à Bosworth le 22 août 1485 et l'accession du roi Henri VII à la couronne, le frère aîné de Stafford est fait chevalier de l'Ordre du Bain le 29 octobre 1485 en tant que duc de Buckingham, et assiste au couronnement d'Henri VII le jour suivant. La déclaration hors la loi de leur père est formellement annulée par le Parlement en novembre de la même année, et la tutelle d'Henry Stafford et de son frère aîné est accordée, le 3 août 1486, à la mère du roi, Margaret Beaufort,,,,,,. Cette décision peut venir du fait que la mère d'Edward et Henry Stafford, Catherine Woodville, est la sœur d'Élisabeth Woodville, mère de l'épouse du roi Henri VII, Élisabeth d'York.
Stafford n'hérite pas de propriétés qui auraient assuré son indépendance financière, et son frère aîné, le duc de Buckingham, ne l'a pas doté de terres qui lui auraient garanti un revenu. C'est donc peut-être pour des raisons financières que Stafford devient l'un des conseillers retenus par son frère et aide à la gestion des vastes domaines de Stafford. En 1500, Stafford supervise une étude des propriétés de son frère dans les Marches galloises, Thornbury et Bedminster, en 1502, il assiste à un audit des domaines de son frère dans le Gloucestershire, et de 1500 à 1521 environ, il sert comme intendant, et pendant la majeure partie de ce temps également en tant que shérif, des seigneuries galloises de son frère.
Stafford joue également un rôle à la cour d'Henri VII et d'Henri VIII. Le 22 avril 1505, il est nommé membre de l'Ordre de la Jarretière, et en janvier 1506, il assiste à une réunion entre Henri VII et Philippe de Castille à Windsor. À l'avènement d'Henri VIII le 21 avril 1509, Stafford est emprisonné dans la Tour de Londres, soupçonné de trahison, mais est libéré sans inculpation. Le 27 janvier 1510, il est créé comte de Wiltshire,.
Selon Dockray, Stafford fait désormais partie des courtisans préférés du roi, « partageant son goût pour les divertissements somptueux, les tournois et la chasse ». Le roi accorde à Stafford plusieurs charges dans le West Country, et il sert militairement sur l'un des navires du roi en 1512 et en tant que capitaine de 651 hommes lors de l'invasion de la France par Henri VIII en 1513, débarquant à Calais le 10 juin et marchant vers le sud-est le 16 juin pour participer au siège de Thérouanne,.
Stafford fait partie de la commission chargée d'enquêter sur les émeutes dans le Devon le 29 septembre 1514 et est présent à l'Abbaye de Westminster lorsque Thomas Wolsey reçoit son chapeau de cardinal le 18 novembre 1515. En 1520 ou avant, il devient membre du Conseil privé et, en 1520, est nommé pour assister le roi au Camp du Drap d'Or en juin et lors de sa rencontre avec Charles Quint en juillet. Dockray note que les dépenses de Wiltshire à la cour dans les premières années du règne d'Henri VIII devaient être considérables, car en 1521, il devait à la couronne 4407 £ 4s.
Stafford est soupçonné dans le complot qui conduit à l'exécution de son frère aîné le 17 mai 1521, étant parmi ceux sur lesquels le roi ordonne à Wolsey de mener « la bonne garde », mais conserve apparemment la faveur du roi, et est avec l'armée qui passe en France le 12 août 1522,.
Stafford meurt quelques mois plus tard, le 6 avril 1523, à l'âge d'environ 44 ans. Il ne laisse aucun descendant et le comté s'éteint. Le 8 décembre 1529, le titre est accordé à Thomas Boleyn, dont la fille, Anne, est fiancée au roi Henri VIII.

## Mariages
Selon Burke, p. 493, Stafford épouse Margaret Grey, fille et cohéritière de John Grey, vicomte Lisle, et veuve d'Edward Stafford, 2e comte de Wiltshire (décédé le 24 mars 1499). Cependant Cokayne, Vol. XII, p. 738, déclare que ce prétendu mariage n'a pas eu lieu. De plus, Burke identifie par erreur Margaret Grey comme la fille de John Grey, vicomte Lisle, alors qu'elle est la fille d'Edward Grey, vicomte Lisle, et de sa femme, Elizabeth Talbot (d. 8 septembre 1487), et la sœur de John Gray (décédé le 6 ou 9 septembre 1509), 4e vicomte de Lisle,,. Pidgeon déclare que dans la supplication qu'il a faite pour obtenir une dispense d'épouser Cicely Bonville, il est décrit comme un veuf bien qu'« il n'y ait aucune autre preuve pour une femme » .
Avant le 8 octobre 1505, Stafford paie 2000 £ à Henry VII pour obtenir la permission d'épouser la riche Cecily Bonville, enfant unique et héritière de William Bonville, 6e baron Harington, et veuve du cousin germain de Henry Stafford, Thomas Grey (1er marquis de Dorset) (vers 1455 – 30 août 1501),,. Cecily Bonville a environ dix-neuf ans de plus que Stafford et a sept fils et sept filles de son premier mariage. Le mariage proposé incite le fils aîné de Cecily, Thomas Grey (2e marquis de Dorset), à contester le droit de sa mère de continuer en tant qu'exécuteur testamentaire de son défunt mari. Après l'intervention du roi et du conseil, un règlement est conclu en vertu duquel Cecily est empêchée de réclamer sa dot jusqu'à ce que son fils aîné ait reçu son héritage en vertu du testament de son père, et limite son contrôle sur son propre héritage de son vivant, l'obligeant à le léguer à son fils aîné à sa mort.